# Struva

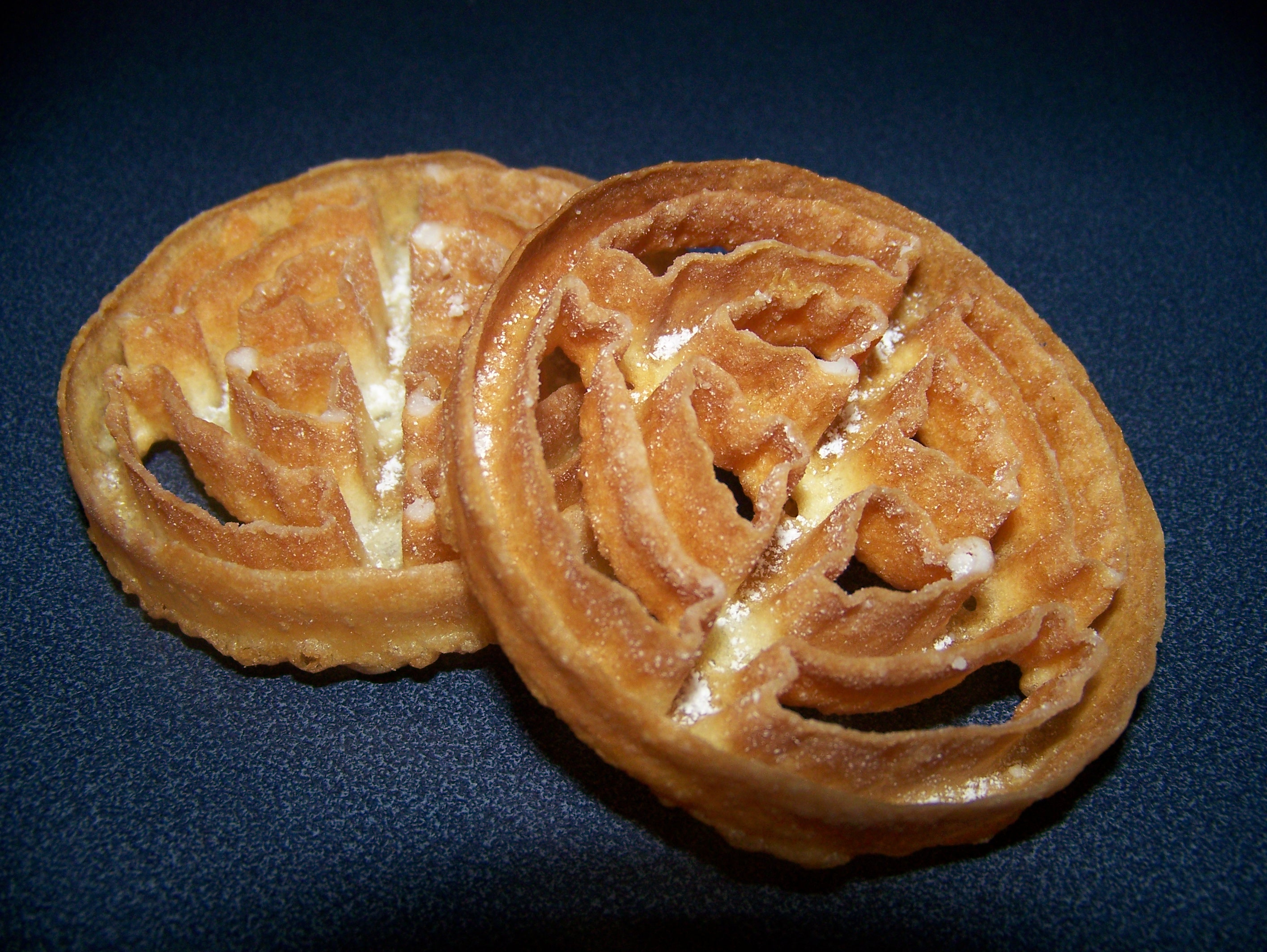
Struvor

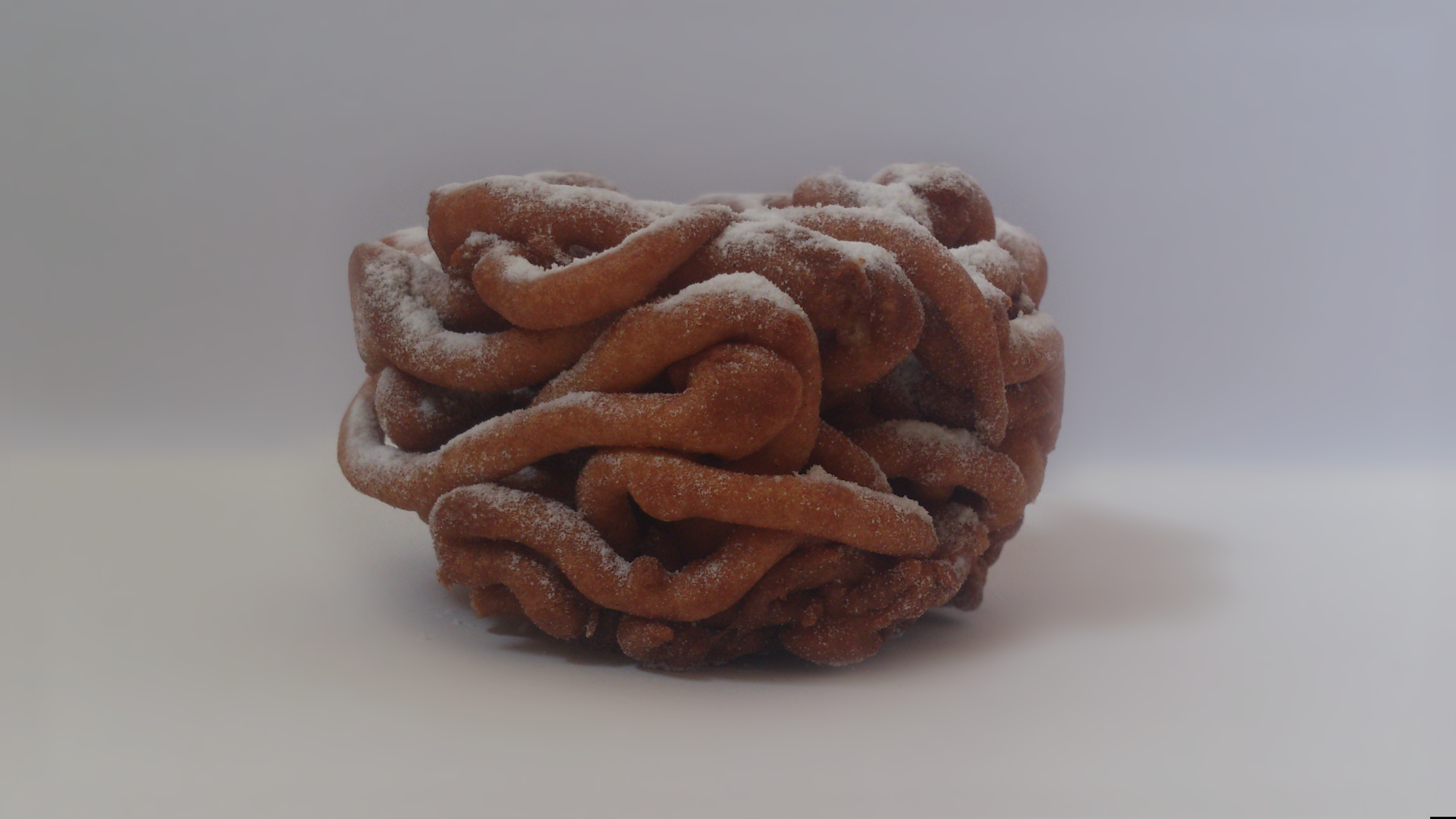
Finsk struva eller tippaleipä.

En struva är ett bakverk, en flottyrkokt kaka som i regel bakas på struvjärn. Före oljekokningen doppas struvjärnet i en smetblandning bestående av vetemjöl, ägg, socker och grädde.
Struvor bakas till jul i Skåne men var vanligare förr då de ingick i julbaket.
Mjöd och struvor är, liksom majvippor, ett fast inslag i vårfirandet på första maj i Finland.

## Historik
Bakvaror liknande struvor är kända i Alsace (franska: Beignets à la rose, tyska: Rosenküchlein) åtminstone sedan 1600-talet. De serverades 1711 vid skråsammankomster i Basel. Ett recept på tyska är känt från 1742.

### Övriga källor
- Strufvor i Nordisk familjebok (andra upplagan, 1918)
- Mjöd, russin och struvor – här är valborgsrecepten. Hufvudstadsbladet. 27 april 2012. Läst 25 oktober 2014.